# Szachrudin Magomiedalijew
Szachrudin Magomiedowicz Magomiedalijew (ros. Шахрудин Магомедович Магомедалиев; ur. 12 czerwca 1994 w Machaczkale) – rosyjski i azerski piłkarz grający na pozycji bramkarza w azerskim klubie Qarabağ FK oraz reprezentacji Azerbejdżanu. Posiada także obywatelstwo rosyjskie.

## Kariera klubowa
Swoją karierę piłkarską Magomiedalijew rozpoczynał w juniorach rosyjskich klubów takich jak: Torpedo Moskwa (2009–2011), Strogino Moskwa (2011–2012) i Anży Machaczkała (2012). W 2013 roku został piłkarzem klubu Şahdağ Qusar, w którym w sezonie 2013/2014 zadebiutował w drugiej lidze azerskiej. Na początku 2014 roku przeszedł do pierwszoligowego Sumqayıt FK. Swój debiut w nim zaliczył 8 lutego 2014 w zremisowanym 2:2 wyjazdowym meczu z AZAL PFK Baku. W zespole Sumqayıtu występował do końca 2015.
Na początku 2016 Magomiedalijew przeszedł do Qarabağu FK. Swój debiut w nim zanotował 6 lutego 2016 w zwycięskim 3:0 domowym spotkaniu z Xəzərem Lenkoran. W sezonach 2015/2016, 2016/2017, 2017/2018, 2018/2019 i 2019/2020 wywalczył z Qarabağem pięć tytułów mistrza Azerbejdżanu, a w sezonie 2020/2021 został z nim wicemistrzem kraju. Zdobył też dwa Puchary Azerbejdżanu w sezonach 2015/2016 i 2016/2017.
| Sezon   | Klub         | Kraj        | Rozgrywki         | Mecze | Gole |
| ------- | ------------ | ----------- | ----------------- | ----- | ---- |
| 2013/14 | Şahdağ Qusar | Azerbejdżan | Birinci Divizionu | 14    | 0    |
| 2013/14 | Sumqayıt FK  | Azerbejdżan | Premyer Liqası    | 7     | 0    |
| 2014/15 | Sumqayıt FK  | Azerbejdżan | Premyer Liqası    | 14    | 0    |
| 2015/16 | Sumqayıt FK  | Azerbejdżan | Premyer Liqası    | 13    | 0    |
| 2015/16 | Qarabağ FK   | Azerbejdżan | Premyer Liqası    | 2     | 0    |
| 2016/17 | Qarabağ FK   | Azerbejdżan | Premyer Liqası    | 7     | 0    |
| 2017/18 | Qarabağ FK   | Azerbejdżan | Premyer Liqası    | 5     | 0    |
| 2018/19 | Qarabağ FK   | Azerbejdżan | Premyer Liqası    | 9     | 0    |
| 2019/20 | Qarabağ FK   | Azerbejdżan | Premyer Liqası    | 10    | 0    |
| 2020/21 | Qarabağ FK   | Azerbejdżan | Premyer Liqası    | 18    | 0    |

## Kariera reprezentacyjna
Magomiedalijew grał w reprezentacji Azerbejdżanu U-21. W seniorskiej reprezentacji Azerbejdżanu zadebiutował 13 października 2020 w zremisowanym 0:0 meczu Ligi Narodów 2020/2021 z Cyprem, rozegranym w Baku.